# 罗卡比安卡
罗卡比安卡（義大利語：Roccabianca）是意大利帕尔马省的一个市镇。总面积40平方公里，人口3141人，人口密度78.5人/平方公里（2009年）。ISTAT代码为034030。